# Rożniatów (województwo łódzkie)
Rożniatów – wieś w Polsce położona w województwie łódzkim, w powiecie poddębickim, w gminie Uniejów.
| SIMC    | Nazwa     | Rodzaj    |
| ------- | --------- | --------- |
| 0298821 | Żabieniec | część wsi |

W latach 1975–1998 miejscowość położona była w województwie konińskim.
W Rożniatowie znajdują się bogate złoża margla eksploatowane głównie w XIX i w XX w. na potrzeby lokalnego budownictwa. W całym regionie istnieje nadal wiele zabudowań wiejskich powstałych z tego budulca.
W pobliskim Uniejowie na cmentarzu rzymskokatolickim istnieje neogotycki pomnik z piaskowca wykonany w firmie Walicki i Ginter w Kaliszu. Postawiono go na grobie właściciela Rożniatowa, doktora medycyny i byłego oficera Wojsk Polskich, Teofila Pieczyńskiego (zm. w 1885 r.) i jego żony Katarzyny Heloizy Pieczyńskiej z Hastier du Moussai (ur. we Francji w 1829 r., zm. w Kaliszu w 1907 r.). Według nekrologu zamieszczonego 12 lipca 1885 r. w "Kurierze Warszawskim" Teofil Pieczyński urodził się w Uniejowie w 1810 r. Uczył się w Kaliszu, a następnie studiował na uczelniach w Wilnie, Warszawie i Paryżu. W Paryżu uzyskał stopień naukowy z medycyny. Przez 20 lat praktykował na terenie Francji. W 1856 r. powrócił do rodzinnych dóbr w Rożniatowie i zajął się rolnictwem. Pisywał także artykuły do prasy krajowej i francuskiej. Jego rozprawa doktorska ukazała się drukiem w Paryżu.
Pod koniec XVIII właścicielem Rożniatowa był Rupert Dunin ze Skrzynna herbu Łabędź, poseł na sejm, chorąży województwa łęczyckiego. 
Nie zachowały się informacje o dziejach dworu i folwarku rożniatowskiego.
W 1789 r. w pobliżu Rożniatowa osadzono kolonistów holenderskich tzw. Olędrów.
Opodal wsi przebiega autostrada A2.